# Thomas Ogle
Thomas Ogle o Tom Ogle (19 d'agost de 1953 — 19 d'agost de 1981) era un mecànic i inventor americà. Va inventar un sistema de carburació sense carburador que consumia menys de 2,35 litres de gasolina a 100 km.

## Sistema de carburació Ogle
Tom per casualitat va decidir usar una bomba de buit que connectava el tanc i la vàlvula del carburador a través d'una mànega. Una decisió innovadora, a primera vista, que finalment va permetre que una podadora seguís funcionant per 96 hores ininterrompudes, consumint tan sols mig tanc.
Durant els següents quatre anys, va seguir experimentant amb el seu cotxe, un Ford Galaxie model 70, traient-li el carburador i la bomba de combustible per reemplaçar per una caixa negra que ell anomenava «el filtre» (bàsicament un carburador modificat). Aquest filtre li permetia al seu motor v8, que normalment rendia 8,5 km per litre, arribar a cinc vegades més o 42,5 km per litre). Tom estava convençut que en vehicles més petits i lleugers (per aquella època només populars a Europa), es podia arribar a un rendiment fins i tot nou vegades millor. Segons aquestes estimacions, es calcula que en els automòbils lleugers de l'actualitat es podria estar obtenir entre entre 170 i 380 km per litre.
L'invent bàsicament reduïa la pressió del tanc i escalfava el combustible perquè emetés vapor, i aquests gasos eren els quals s'injectaven a la cambra de combustió del motor. En definitiva, es tractava d'un motor que funcionava sobre la base de vapor de combustible. Això no només determinava un rendiment molt més gran, sinó que alhora reduïa la contaminació de gasos.

## Anunci de l'invent al públic i la seva mort
A l'edat de 24 anys va notificar a la premsa de la seva nova invenció, anunciant una exhibició al públic com a demostració del seu funcionament. Planejava conduir des d'El Paso (Texas), fins a Deming (Nou Mèxic). Un trajecte de 320 km amb tan sols 7,57 litres de combustible. Reporters i experts es van congregar a presenciar la gesta, no sense abans revisar el vehicle per descartar tancs de combustible amagats o algun altre tipus d'enginy.
No es va trobar res fora del normal, més enllà de la seva caixa negra, de manera que al completar-se el viatge, els titulars van resar: "El jove Tom Ogle inventa un dispositiu capaç d'estalviar energia i reduir les emissions de diòxid de carboni". L'empresa Shell va oferir 25 milions de dòlars pel seu invent, però Tom no va acceptar.
Es va donar pas a la voràgine d'emoció i exaltació per la novetat i positiu de l'aparell, i les inversions no van trigar a arribar. Però poc després van començar a córrer rumors que ja existien patents similars, entre elles una de propietat de la General Motors. I així, molts dels entusiastes que li donaven suport van començar a allunyar-se.
Els ingressos mensuals que li eren atorgats per investigació i desenvolupament van ser cessats, i el jove que havia rebut una oferta de Shell per 25 milions de dòlars, ara estava en fallida. Es va separar de la seva esposa i va buscar consol en l'alcohol. Poc després va patir una ferida de bala en un bar del Paso (Texas) i finalment va morir a causa d'una sobredosi d'alcohol i drogues el 1981.
La seva família mai va acceptar la versió oficial de la seva mort.

## Valoració del carburador d'Ogle
Encara que s'ha intentat en varies ocasions mai s'ha arribat al rendiment que Ogle va aconseguir en el seu Ford Galaxie, i molt menys al que projectava per a automòbils més lleugers. Això és visible comparant els 25,5 km/litre a les que amb sort es pot arribar avui, amb els 42,5 km/l que Tom havia aconseguit amb el seu cotxe, i els 380 km/l que procurava i augurava per a cotxes més petits.

## Invents i patents
- Text de l'oficina de les patents americanes